# Lala Mission
Lala Mission est un village de la région du Littoral au Cameroun, situé dans la commune de Manjo, sur le site Communes et villes unies du Cameroun (CVUC).

## Population  et  développement
En 1967, la population de Lala était de 753 habitants, essentiellement des Manehas, des Bamilékés et de Divers. Elle était de 877 habitants lors du recensement de 2005. 
On y trouve une mission catholique et une école primaire catholique de cycle complet.